# Фрошаммер, Якоб
Якоб Фрошаммер (нем. Jakob Frohschammer; 6 января 1821[…], Барбинг, Верхний Пфальц — 14 июня 1893[…], Кройт, Королевство Бавария) — немецкий философ
 и педагог.

## Биография
Окончил Мюнхенский университет, в 1847 году рукоположён в католические священники. Одновременно с 1850 года преподавал в Мюнхенском университете теологию, а с 1855 года философию. После публикации ряда трудов — прежде всего, «О свободе науки» (нем. Ueber die Freiheit der Wissenschaft; 1861) — в 1863 году отстранён от священнического служения. Многие сочинения Фрошаммера попали в Index Librorum Prohibitorum. С 1862 года издавал журнал «Athenäum», служивший органом свободных католических исследователей.
Именем Фрошаммера в 1913 году названа улица (нем. Frohschammerstraße) в Мюнхене.

## Философские взгляды
По мнению С. А. Аскольдова, главным сочинением Фрошаммера является книга «Фантазия как основной принцип мировых процессов» (нем. Die Phantasie als Grundprincip des Weltprocesses), в которой автор понимает под фантазией образующую и объединяющую мировую силу, совмещающую в себе «чувственное и духовное, свободный непреднамеренный порыв творчества и сложное идейное содержание, множественность и единство»: при этом «субъективная фантазия есть творческая деятельность воображения, присущая человеческому духу», тогда как «объективная фантазия» — это «имманентная миру бессознательная творческая потенция». Концепция Фрошаммера, полагал Аскольдов, не вполне оригинальна, поскольку многие её положения можно увидеть в философии Шеллинга и Гегеля.